# Antonio Piscel
Antonio Piscel (Rovereto, 4 marzo 1871 – Serrada di Folgaria, 20 settembre 1947) è stato un politico, avvocato e giornalista italiano fondatore del Partito socialista trentino con Cesare Battisti e Augusto Avancini.

## Biografia
Nacque a Rovereto da Antonio (1819-1880) e Giulia Redolfi nel 1871.
Antonio Piscel fu tra i fondatori del partito socialista trentino, in cui milita fino alla Prima Guerra Mondiale con le funzioni di dirigente e con un'attenzione particolare alla gestione dei rapporti con il partito socialista austriaco.
La famiglia era originaria di Garmisch, in Baviera, dove il nonno Antonio era orologiaio; soldato nelle armate napoleoniche, si stabilì infine a Rovereto. La madre, di origine ladina, era stata mandata da Moena presso la famiglia Piscel per imparare l’italiano.
Il padre fu un imprenditore della seta e consigliere comunale, oltre che accademico degli agiati e appassionato raccoglitore di fossili e collaboratore del Museo civico di Rovereto.
Dopo aver frequentato l’Imperial regio ginnasio (il liceo classico) di Rovereto, proseguì gli studi accademici presso le università di Graz, Vienna e Bologna. Tra il 1892-1893 si avvicinò ai nascenti movimenti di stampo socialista e fondò con Cesare Battisti l'associazione irredentista Società degli studenti tridentini nel 1894. Tornato a Graz, si laureò nel dicembre 1895 presso la facoltà di Giurisprudenza. Il loro rapporto, pur nella diversità caratteriale, proseguì nel tempo all’insegna di una forte comunione e di una leale collaborazione.
Nel 1895 i due fondarono la Rivista popolare trentina, lo stesso anno editano il primo giornale socialista trentino, L'Avvenire, che a causa di difficoltà finanziarie cessò di essere pubblicato l'anno successivo. Dall'ottobre 1896 al 1897 fu direttore de L'Avvenire del Lavoratore al quale partecipa con articoli, opuscoli e conferenze. Collaborò anche a Il Popolo dove scrisse articoli con lo pseudonimo "Miles".
Nel 1896 svolse il tirocinio legale e diventò avvocato a Milano dove conobbe la futura moglie Enrica Sant'Ambrogio dalla quale ebbe Amalia (detta Lilia 1898), Antonia (1900), Giuliano (1905) e Diego (1910). Enrica appartenne alla borghesia colta milanese, fu direttrice didattica e amica di Maria Montessori, ed ebbe forti sentimenti italiani, col padre che era stato un garibaldino, ma fu sempre contraria all'intervento in guerra. Morì prematuramente di tifo a Verona nel 1915.
Dal 1910 la politica austriaca di militarizzazione del territorio trentino lo indusse ad assumere posizioni di convinto interventista, rimanendo però poi deluso, a guerra conclusa, dalla politica italiana e dalla scarsa considerazione personale ottenuta.
Il 1º gennaio 1920 entrò a far parte dell'Accademia Roveretana degli Agiati. Nello stesso anno divenne il primo presidente del Museo storico italiano della guerra di Rovereto di cui fu fondatore insieme con Antonio Rossaro, Giuseppe Chini e Giovanni Malfer. Nel 1937 fu inoltre socio attivo del Museo civico di Rovereto.
Antonio Piscel morì nella villa di famiglia a Serrada di Folgaria il 20 settembre 1947.

## Opere
- Patriottismo e divisione di classi, Firenze, Stabilimento Tipografico Giuseppe Passeri, 1897.
- I bisogni dei lavoratori emigranti trentini di fronte alle assicurazioni di malattia e d'infortunio sul lavoro, Rovereto, Tipografia Mercurio, 1912.
- Il conflitto austro-serbo e gli interessi italiani, Milano, Ravà e C., 1915.
- Une voix des irredents italiens a l'Internationale socialiste : memorandum pour le comité de la Conférence de Stockholm, Stockholm, Ernst Westerbergs Boktryekeri, 1918.
- Il museo della guerra nel castello di Rovereto: come e perché è sorto: relazione al congresso dei musei italiani del risorgimento nella visita a Rovereto li 22 settembre 1926, Rovereto, Museo storico italiano della guerra, 1926.